# Madina Memet
Madina Memet (en uigur: مادىنا مەمەت, chino simplificado: 麦迪娜·买买提, chino tradicional: 麥迪娜·買買提, pinyin: Maìdínà Maǐmaǐtí), es una actriz china.

## Biografía
Es de ascendencia uigur y tiene cuatro hermanos mayores.
En 1998 entró al "Beijing Shengji Art Academy" de donde se graduó en el 2003, después de graduarse se unió al "Xinjiang Arts Theatre Troupe" donde estudió danza.
Habla con fluidez uigur (nativo), chino mandarín e inglés.
Comenzó a salir con el actor Jiang Chao, la pareja anunció que estaban esperando a su primer bebé en el 2019, en mayo del mismo año anunciaron que se había comprometido y más tarde se casaron. En mayo del mismo año le dieron la bienvenida a su hijo, Jiang Daniel y el 10 de septiembre de 2021, le dieron la bienvenida a su hija.

## Carrera
Desde el 2011 es miembro de la agencia "Shanghai Youhug Media Co.Ltd.".
En julio del 2011 se unió al elenco recurrente de la serie New My Fair Princess (新还珠格格) donde interpretó a Han Xiang.
En 2013 se unió al elenco recurrente de la serie Heroes in Sui and Tang Dynasties donde dio vida a Wang Meiren, la hija de Yang Guang (Fu Da Long).
En julio del 2016 se unió al elenco de la serie Ice Fantasy (幻城) donde interpretó a Lan Shang, la Princesa de la tribu Sirena.
En enero del 2017 se unió al elenco recurrente de la serie General and I donde dio vida a Yang Feng, la amiga de la infancia de la estratega militar Bai Pingting (Angelababy) y la esposa del general Ze Yin (Qi Hang).
En marzo del mismo año se unió al elenco recurrente de la serie Ice Fantasy Destiny (幻城凡世) donde interpretó a Ming Na, la reencarnación de Lan Shang.
En mayo del 2018 se unió al elenco principal de la serie Summer's Desire donde dio vida a Shen Qiang, una superestrella asiática que está enamorada del arrogante Luo Xi (Huang Shengchi), sin embargo él no siente lo mismo.
En marzo del 2019 se unió al elenco principal de la serie Chong Er's Preach (también conocida como "The Legend of Chong Er") donde interpretó a la Consorte Li, la princesa mayor del estado de Lirong.

## Filmografía

### Series de televisión
| Año    | Título                           | Personaje                      | Notas       |
| ------ | -------------------------------- | ------------------------------ | ----------- |
| 2020 - | Detective Dee                    | Dugu Ying'er                   |             |
| 2019   | Chong Er's Preach                | Consorte Li Ji                 |             |
| 2018   | Ghost Catcher Zhong Kiu’s Record | Ying Su                        | [ 9 ]       |
| 2018   | Summer's Desire                  | Shen Qiang                     |             |
| 2017   | Ice Fantasy Destiny              | Princesa Lan Shang / Ming Na   | (serie web) |
| 2017   | General and I                    | Yang Feng                      |             |
| 2016   | Ice Fantasy                      | Princesa Lan Shang / Jian Tong |             |
| 2015   | Destined Guy                     | Hua Rong                       |             |
| 2015   | Family Harmony                   | Shan Shan                      |             |
| 2015   | Warm Blood                       | Natascha                       |             |
| 2015   | The Investiture of the Gods 2    | Wang Pan                       |             |
| 2014   | Palace 3: The Lost Daughter      | Bai Le                         |             |
| 2014   | The Investiture of the Gods      | Wang Pan                       |             |
| 2013   | Flowers in Fog                   | Beth                           |             |
| 2013   | Crazy for Palace                 | Xixi                           |             |
| 2013   | Little Big Soldier               | Princesa Yue                   |             |
| 2013   | Legend of Lu Zhen                | Du Mei'er                      |             |
| 2013   | Heroes in Sui and Tang Dynasties | Wang Meiren                    |             |
| 2012   | Sweet Home                       | -                              |             |
| 2011   | New My Fair Princess             | Concubina Han Xiang            |             |

### Películas
| Año  | Título                                    | Personaje    | Notas                                                   |
| ---- | ----------------------------------------- | ------------ | ------------------------------------------------------- |
| 2018 | Kung Fu League                            | Bao'er       | junto a Danny Chan, Vincent Zhao, Dennis To y Andy On   |
| 2015 | The Final Master                          | Mujer del Té | junto a Liao Fan, Jiang Wenli y Chin Shih-chieh         |
| 2015 | Zhong Kui: Snow Girl and the Dark Crystal | Huang She    | junto a Chen Kun, Li Bingbing y Winston Chao            |
| 2014 | Ex-Files                                  | Ling Ling    | junto a Han Geng, Helen Yao, Lee Sang-yeob y Wang Likun |

### Apariciones en programas
| Año             | Programa            | Notas              |
| --------------- | ------------------- | ------------------ |
| 2019 - presente | Welcome New Life    | junto a Jiang Chao |
| 2019            | 新生日记            |                    |
| 2018            | 我们在行动 2        |                    |
| 2017            | 我们的征途          |                    |
| 2015            | X·SINGER (歌手是谁) |                    |

### Revistas / sesiones fotográficas
| Año  | Revista            | Notas                                        |
| ---- | ------------------ | -------------------------------------------- |
| 2019 | MARS               | (publicación no. 47)                         |
| 2019 | Link Magazine      | junto a Jiang Chao                           |
| 2019 | Chic Banana        | junto a Jiang Chao                           |
| 2019 | Celebrity Magazine | junto a Jiang Chao - (publicación de agosto) |
| 2019 | Cosmopolitan China | junto a Jiang Chao                           |
| 2019 | Cosmo Bride China  | junto a Jiang Chao                           |

## Discografía
| Año  | Canción            | Álbum                   | Notas |
| ---- | ------------------ | ----------------------- | ----- |
| 2018 | "Just Nice" (恰好) | OST de "Kung Fu League" |       |